# Crypsiptya coclesalis
Crypsiptya coclesalis is een vlinder uit de familie van de grasmotten (Crambidae). De wetenschappelijke naam van de soort is, als Botys coclesalis, voor het eerst geldig gepubliceerd in 1859 door Francis Walker. De combinatie in Crypsiptya werd in 1996 door Shaffer, Nielsen & Horak gemaakt.

## Andere combinaties
- Coclebotys coclesalis (Walker, 1859) door Munroe & Mutuura, 1969[2]

## Synoniemen
- Botys itemalesalis Walker, 1859
- Botys strenualis Walker, 1866
- Botys interfusalis Walker, 1866
- Botys lacrymalis Leech, 1889